# Establo Ōtake

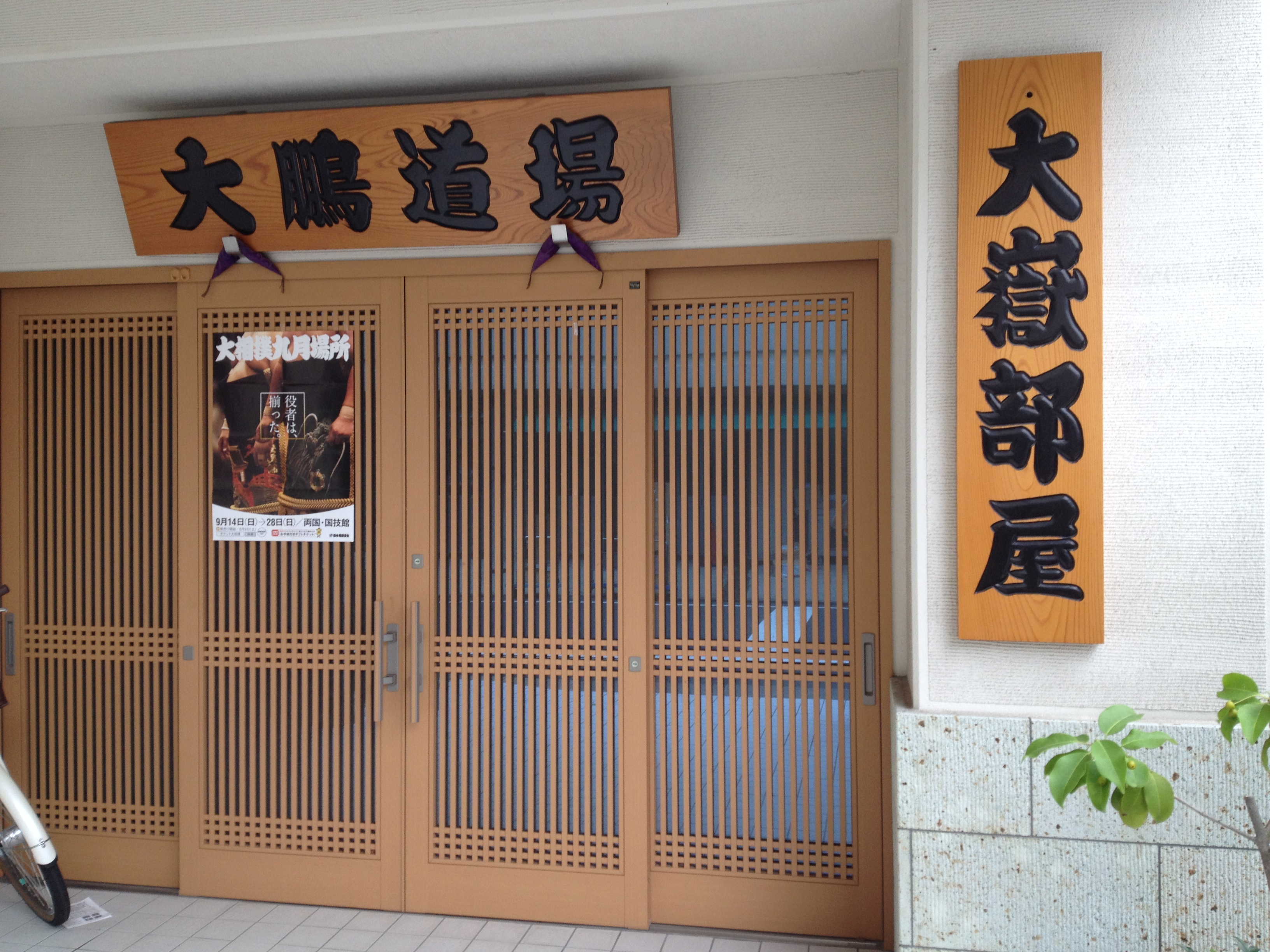
Entrada principal del Establo Ōtake. La placa horizontal reza "Taihō-dōjō" mientras que la placa vertical reza "Ōtake-beya"

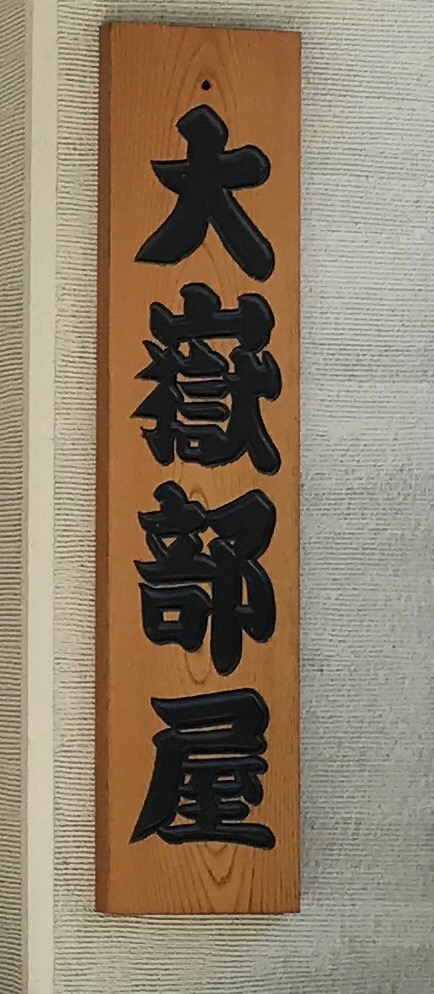
Placa de madera con el nombre del Establo Ōtake

El Establo Ōtake (大嶽部屋, Ōtake-beya) es un establo de entrenamiento de sumo profesional. El recinto forma parte del ichimon Nishonoseki.

## Historia
El establo fue fundado en 1971 como el Establo Taihō por el cuadragésimo octavo (48°) yokozuna Taihō Kōki tras su retiro como luchador activo. El establo fue fundado por Taihō tras independizarse del establo Nishonoseki. El primer sekitori producido por el establo fue Shishihō en 1977, y el luchador más exitoso fue Ōzutsu, el cual alcanzó el rango de sekiwake. En mayo de 1981, Taihō fue persuadido por el editor de la revista de sumo en inglés Sumo World para aceptar a un luchador extranjero, Philip Smoak de Texas, Estados Unidos, sin embargo, este solo permaneció dos meses en el establo.
En 2003, Taihō le entregó el control del establo a su yerno, el ex sekiwake Takatōriki, debido a que ya se estaba aproximando a la edad de retiro obligatoria establecida por la Asociación Japonesa de Sumo. Dado que el nombre de maestro de Taihō era un ichidai-toshiyori kabu (posición de maestro de generación única), esta no podía ser heredada, por lo que el establo fue renombrado como el Establo Ōtake. En 2004, el luchador ruso Rohō alcanzó la división makuuchi y obtuvo el rango de komusubi, sin embargo, este fue expulsado del sumo en septiembre de 2008 tras dar positivo en un test de cannabis.
En enero de 2010, el establo Ōtake, junto a los establos Takanohana, Ōnomatsu y Magaki, fueron forzados a retirarse del ichimon Nishonoseki después de que el ex yokozuna Takanohana anunciase su intención de presentarse como candidato no oficial a las elecciones del gabinete de directores de la Asociación Japonesa de Sumo. Los establos expulsados conformaron su propio clan, el cual luego obtuvo el estatus de ichimon en 2014. En 2018, el establo Ōtake se reincorporó al ichimon Nishonoseki.
En julio de 2010, el maestro Ōtake (ex sekiwake Takatōriki), fue despedido de la Asociación Japonesa de Sumo por haber estado involucrado en un escándalo de apuestas ilegales. El control del establo fue asumido por el exluchador del jūryō Dairyū, el cual había estado trabajando como entrenador en el establo bajo el nombre de maestro Futagoyama. En 2013, el luchador egipcio Ōsunaarashi alcanzó la división makuuchi, sin embargo, este fue forzado a retirarse en marzo de 2018 tras haber sido encontrado conduciendo sin licencia.
Para mayo de 2023, el establo poseía un total de 13 luchadores activos.
El establo tiene exhibido el tsuna de color rojo utilizado por Taihō en su ceremonia kanreki dohyo-iri celebrada en el año 2000.
En enero de 2018, un nieto de Taihō, Naya Kōnosuke, se incorporó al establo. Naya fue promovido a la división jūryō para el torneo de enero de 2021, y adoptó el nombre de ring Ōhō. Ōhō es el segundo miembro del establo, después de Ōsunaarashi, en alcanzar el jūryō desde que Dairyū asumió el control como maestro principal. Otro nieto de Taihō, Mudohō Kōsei[ja], se incorporó al establo en noviembre de 2019, siendo promovido al jūryō para el torneo de mayo de 2025. Un tercer nieto de Taihō, Naya Takamori[ja], se incorporó al establo en marzo de 2020, sin embargo, aun no ha alcanzado el estatus de sekitori.
Tras el torneo de septiembre de 2025, se anunció que Kumagatani (ex maegashira Tamaasuka) asumirá el control del establo Ōtake como su nuevo maestro tras haber intercambiado su posición con el ex jūryō Dairyū, el cual se retirará al alcanzar los 65 años edad.

## Nombre de ring
Varios luchadores de este establo han adoptado nombres de ring o shikona con el prefijo "Ō" o "Dai" (大), significando grande, y el cual es extraído del nombre del establo y de los anteriores dos maestros, cuyos shikona incluían este kanji. Ejemplos de luchadores con este prefijo incluyen a Ōsunaarashi, Ōsuzuki, Daiseiryū y Dairyūki.

## Dueños
- 2010–presente: El décimo séptimo (17°) Ōtake (iin, ex jūryō Dairyū)
- 2003–2010: El décimo sexto (16°) Ōtake (ex sekiwake Takatōriki)
- 1971–2003: Taihō Kōki (el cuadragésimo octavo (48°) yokozuna, Taihō)

## Luchadores activos destacados
- Ōhō es un nieto del fundador del establo, Taihō
- Mudohō[ja], otro nieto de Taihō

- Ōhō (mejor rango: sekiwake)
- Mudohō[ja] (mejor rango: jūryō)

## Exluchadores destacados
- Ōzutsu (ex sekiwake)
- Rohō (ex komusubi)
- Shishihō (ex maegashira)
- Ōnohana (ex maegashira)
- Ōsunaarashi (ex maegashira)
- Ōwakamatsu (ex maegashira)

## Yobidashi
- Shirō (san'yaku yobidashi, de nombre real: Yoshikazu Shimada)
- Gorō (san'yaku yobidashi, de nombre real: Masaharu Akayama)

## Tokoyama
- Tokonao (tokoyama de tercera clase)

## Ubicación y acceso
Kiyosumi 2-8-3, barrio especial de Kotō, Tokio. A 3 minutos de la Estación Kiyosumi-Shirakawa (Línea Toei Ōedo y Línea Hanzōmon)